# Ludwig Rohden
Ludwig Rohden (* 24. Oktober 1838 in Hovestadt; † 23. April 1887 in Gardone Riviera) war ein deutscher Mediziner und Badearzt.

## Leben
Rohden studierte Medizin an den Universitäten Berlin und Würzburg. In Würzburg wurde er 1861 Mitglied des Corps Moenania. Nach seiner Promotion zum Dr. med. war er seit 1862 für viele Jahre in Lippspringe als Brunnenarzt tätig. Anschließend ging er nach Arco. In den Wintermonaten praktizierte er in Gardone Riviera. Von 1886 bis 1887 leitete er das vom Verein für Kinderheilstätten auf Norderney neu erbaute Hospiz.
Rohden galt als hervorragender Phthisiotherapeut. Im Aufsehen erregenden Streit mit Peter Dettweiler trat er für die offene Behandlung der Tuberkulose ein. Er war Mitarbeiter an dem von Julius Braun 1869 und 1873 in zweiter und dritten Ausgabe herausgegebenen Lehrbuch der Balneotherapie.

## Schriften
- De plica Polonica, 1861
- Studien über Lippspringe in den Saisons 1866 und 1867
- Die chronische Lungenschwindsucht und ihre Aussichten auf Heilung an Curorten, 1867
- Nothwendige Antwort auf nicht nothwendige Angriffe, 1867
- Systematisches Lehrbuch der Balneotherapie, mit Berücksichtigung der klimatischen Therapie der Lungenphthise, 1869
- Balneotherapie und Klimatotherapie der chronischen Lungenschwindsucht, 1869
- Lippspringe, kurze Darlegung meiner Grundsätze und Erfahrungen und ein Führer für den Curgast daselbst , 1871
- Satirische Epigramme der Deutschen auf Ärzte und Arzneikunde, 1873
- mit Julius Braun und Hermann David Weber: On the curative effects of baths and waters. Being a handbook to the spas of Europe by Dr. Julius Braun. Including a chapter of the treatment of phthisis by bath and climate by Dr. Rohden of Lippspringe. Smith, Elder, London 1875 (Digitalisat)
- Über das Zusammensein der Ärzte am Krankenbette und über ihre Verhältnisse unter sich überhaupt, 1878
- Über die Einrichtungen der bedeutenderen Seehospize des Auslandes, 1885
- Wandertage eines Arztes, 1886